# 長与町立洗切小学校
長与町立洗切小学校（ながよちょうりつ あらいきりしょうがっこう, Nagayo Town Araikiri Elementary School）は長崎県西彼杵郡長与町平木場郷にある公立小学校。

## 概要
歴史
1875年（明治8年）に開校した「第五大学区第一中学区長与小学校（現・長与町立長与小学校）洗切分校」を前身とする。2010年（平成22年）に創立135周年を迎えた。
校訓
「かしこく、やさしく、たくましく」
校章
中央に「小」の文字を配している。
校歌
作詞は池田光義、作曲は竹島勉による。3番まであり、1番の途中に校名の「洗切」が登場する。
校区
住所表記で長与町の後に本川内郷（全域）、平木場郷（全域）、三根郷（三根、長与ニュータウン、緑ケ丘）、吉無田郷（長与ニュータウン）が続く地区。
中学校区は長与町立長与第二中学校。

## 沿革
- 1875年（明治8年）1月11日 - 長与村北部（本川内郷、平木場郷、三根郷）の児童のために、「第五大学区第一中学区長与小学校洗切分校」が設置される。
  - 平木場郷206番地にあった波多善次郎家屋内の一部を仮校舎として使用。修業年限は4ヶ年で、当初の児童数は11名であった。
- 1877年（明治10年）4月 - 三根郷にあった尾崎平右衛門の民家一棟を借用し、移転。
- 1881年（明治14年）3月 - 波多善次郎に借用した土地に、校舎を建築して移転。
- 1883年（明治16年）4月 - 「下等長与学区洗切分校」（修業年限3ヶ年）と改称。
- 1885年（明治18年）7月 - 学区改正により、「時津学区公立中等長与小学校洗切分校」と改称。
- 1886年（明治19年）9月 - 小学校令公布による学区改正に伴い、「長与学区簡易洗切小学校」（修業年限4ヶ年）として長与小学校より分離・独立。
- 1892年（明治25年）
  - 5月 - 「長与尋常小学校洗切分校」（再び長与小学校の分校）となり、尋常科を設置。
  - 9月 - 「長与尋常高等小学校洗切分校」と改称。
- 1899年（明治32年）
  - 1月 - 平木場41番地に校舎を新築し、移転。
  - 5月 - 「洗切尋常小学校」として再び長与小学校より分離・独立。
- 1908年（明治41年）4月 - 小学校令改正により、尋常科の修業年限が6ヶ年となり、かつ義務教育期間と定められた。
- 1909年（明治42年）3月 - 小学校令の改正を受け、校舎を増築し、6学年を収容できる環境を整備する。
- 1916年（大正元年）10月 - 洗切農業補習学校の附設が認可される。
- 1935年（昭和10年）4月 - 青年学校令により、長与小学校併設の青年訓練所と実業補習学校、洗切農業補習学校が統合され、長与青年学校となる。
- 1941年（昭和16年）4月1日 - 国民学校令により、「長与村洗切国民学校」に改称。尋常科を初等科に改称。
- 1947年（昭和22年）4月1日 - 学制改革（六・三制の実施）により、旧・国民学校の初等科を改組し、「長与村立洗切小学校」とする。
- 1949年（昭和24年）5月 - 木造2階建て2教室が完成。
- 1950年（昭和25年）
  - 3月 - 運動場を拡張。
  - 11月 - 電話が開通。
- 1951年（昭和26年）4月 - ピアノを購入。
- 1952年（昭和27年）12月 - 校舎を増築。
- 1953年（昭和28年）9月 - 学校図書館を設置。
- 1960年（昭和35年）5月 - 給水施設が完成。
- 1961年（昭和36年）
  - 5月 - テレビ・体育設備を設置。
  - 9月 - 校章を制定。
- 1962年（昭和37年）9月 - 校旗を制定。
- 1963年（昭和38年）8月に給食室が完成し、10月より給食を開始。
- 1964年（昭和39年）11月 - 第二運動場が完成。
- 1968年（昭和43年）10月 - プールが完成。
- 1969年（昭和44年）1月1日 - 町制施行により、「長与町立洗切小学校」（現校名）に改称。
- 1972年（昭和47年）7月 - 補助プールが完成。
- 1976年（昭和51年）
  - 5月 - 児童数の増加に伴い、9学級編成でプレハブ4教室を設置。
  - 8月 - 児童数増加ならびに校舎老朽化のため、校地移転が決定し、新校舎の建設に着手。
- 1977年（昭和52年）
  - 6月 - 新校舎（第一期）が完成し、平木場郷151番地（現在地）に移転。
  - 10月 - 創立100周年記念式典を挙行。
- 1979年（昭和54年）6月 - 体育館が完成。中庭・低学年遊び場を整備。
- 1983年（昭和58年）3月 - 創立100周年寄付金により、グランドピアノ・ビデオカメラ・映写機を購入。
- 1984年（昭和59年）4月 - 在籍児童数が最大数の754名（19学級）を記録する。
- 1991年（平成3年）8月 - トイレを水洗化。
- 1993年（平成5年）11月 - 観察池が完成。
- 1994年（平成6年）3月 - 運動場夜間照明（ナイター）を完備。

## アクセス
最寄りの鉄道駅
- JR九州 長崎本線（旧線）「本川内駅」

最寄りのバス停
- 長崎バス 「洗切」バス停

最寄りの国道・県道
- 長崎県道33号長崎多良見線
- 長崎県道45号東長崎長与線 - 長崎県道33号長崎多良見線と交わる「三根」交差点が近くにある。

## 周辺
- 長与川